# آوالا
آوالا (به صربی: Avala) یک کوه در صربستان است که در Voždovac واقع شده‌است. آوالا ۵۱۱ متر بالاتر از سطح دریا واقع شده‌است.